# Phyllodactylus insularis
Phyllodactylus insularis (листопалий гекон белізький) — вид геконоподібних ящірок родини Phyllodactylidae. Ендемік Белізу.

## Опис
Белізький листопалий гекон — це невеликий гекон з відносно великою головою, довжина якого разом з хвостом становить 120 мм, а без врахування хвоста — 60 мм. Довжина голови голотипа становить 19 ммЮ, ширина 12 мм, довжина передньої кінцівки 18 мм, задньої 25 мм, діаметр ока 5 мм.
Вид характеризувається специфічним забарвленням тіла. Верхня частина тіла шоколадно-коричнева, поцяткована малопомітними білуватими плямками, які іноді формують хвилясті поперечні смуги, а також дрібними охристими плямками. По середині спини, від потилиці до основи хвоста, іде вузька бурувата смуга. Від ніздрів до очей ідуть чітко виражені білі смуги, при цьому зверху дві смуги формують перевернуту перевернуту букву V. Під очима білуваті плями, яскравість якої у окремих екземплярів різниться. Нижня частина тіла, включно з кінцівками і хвостом, охриста.
Вид відрізняється від своїх континентальних родичів структурою шкіряного покриву на спині і обличчі. Якщо у континентальних листопалих геконів вздовж спини нараховується 3-14 рядів збільшених спиних горбочків, то у P. insularis їх нараховується 16-18, а самі вони більш дрібні. В центральному ряді їх кількість від потилиці до основи хвоста перевищує 40, тоді яу у решти видів їх в середньому менше 30. Між очима і ніздрями кількість горбків також ібльша — в середньому близько 14, порявняно з 11 у континентальних видів.

## Поширення і екологія
Белізькі листопалі гекони мешкають на дрібних коралових острівцях біля узбережжя Белізу, зокрема на Халф-Мун-Кей, Лонг-Кей, Твін-Кейс, Гловерс-Ріф тощо. Вони живуть в прибережних лісах, на висоті до 50 м над рівнем моря. Белізькі листопалі гекони ведуть деревний спосіб життя, відкладають 1-2 яйця.

## Збереження
МСОП класифікує цей вид як вразливий. Белізьким листопалим геконам загрожує знищення природного середовща та підняття рівня моря.